# Ettore Reynaudi
Ettore Reynaudi (4. listopad 1895, Novara, Italské království – červen 1968) byl italský fotbalový záložník.
Fotbal začal hrát v rodném městě za Novaru. Zde hrál od roku 1911 mezi dospělými. V roce 1915 se stal hráčem Juventusu. Po válce se vrátil do Novary, kde hrál do roku 1927. Pak hrál jednu sezonu opět za Juventus. V roce 1930 ukončil kariéru v dresu Monzy.
Za reprezentaci odehrál 6 utkání. Byl v nominaci na OH 1920.

## Hráčské úspěchy

### Reprezentační
- 1x na OH (1920)